# Pullenreuth
Pullenreuth är en kommun och ort i Landkreis Tirschenreuth i Regierungsbezirk Oberpfalz i förbundslandet Bayern i Tyskland.
Kommunen ingår i kommunalförbundet Neusorg tillsammans med kommunerna Brand, Ebnath och Neusorg.